# انسان معلق
انسانِ معلق در فضا، یکی از دلایل  فلسفی و تجربی ابن‌سینا، برای اثباتِ وجود نفس و مغایرت آن با پیکر انسان است.
ابوعلی‌سینا در کتاب شفا و کتاب اشارات به‌طور مبسوط به بیانِ برهانِ این موضوع پرداخته است. وی در رساله فی معرفة النفس الناطقة و احوالها و رساله اضحویه نیز به این مطلب اشاره کرده است که این تکرارِ مطلب، حاکی از علاقه ابن‌سینا به موضوع انسان معلق است.

## ارسطو
ارسطو عقیده دارد که نفس ناطقه با پیکره مادی، یگانگی و اتحاد کامل دارند؛ اما ابن‌سینا برخلاف ارسطو، یگانگی و اتحاد نفس یا روح با پیکره مادی را رد کرده و جدایی و افتراق نفس با پیکره مادی را ممکن می‌داند.

## وجودِ روح
ابن‌سینا عقیده دارد که نفس، موجودی است که می‌تواند بدونِ یاریِ پیکر به درک معقولات بپردازد و پس از مرگِ پیکر، بقا داشته باشد. البته ابن‌سینا، وجود نفس ناطقه و پیکره مادی را دو ماهیت متمایز نمی‌داند و نفس را جوهر واقعی می‌داند که به پیکر انسان حقیقت می‌بخشد و آن را به حرکت درمی‌آورد و تنِ آدمی با حضور نفس است که به درجه کمال و تمامیت می‌رسد. در کشورهای اروپایی و آمریکای شمالی به آن انسان پرنده (bird man) می‌گویند. این موضوع، یکی از مهم‌ترین و بدیع‌ترین و عجیب‌ترین و عمیق‌ترین مباحث ابن‌سینا درمورد اثبات وجود نفس انسان است و بعضی از فیلسوفان مسلمان نیز برای اثبات وجود نفس، به مسئله انسان معلق ابن‌سینا استناد کرده‌اند.

## برهانِ انسانِ معلق در اروپا
در قرون وسطی، برهان انسان معلق مورد توجه و تحسین و تکریم در اروپا و مورد تحسین فیلسوفان اسکولاستیک قرار داشته است. ابن‌سینا این برهان را به این دلیل ارائه کرده است تا ثابت کند پیکر انسان، به‌غیر از نفس انسان است؛ یعنی پیکر خاکی یا تن مادی آدمی، یک موجود و نفس انسانی نیز، یک موجود دیگر است و انسان به ماهو انسان، نماد اتحاد و یگانگی نفس ناطقه با پیکره مادی و ارتباط این دو در جهان خارج است. ابن سینا پیکر و نفس را متحد می‌داند و نفس را صورت نوع بدن می‌داند و می‌نویسد که: «سر و کار ما در اینجا با دو ماهیت متمایز نیست بلکه جوهر واقعی، نفس است که به بدن حقیقت می‌بخشد و به حرکت درمی‌آورد و با بودن جان در تن، کالبد انسانی به درجه کمال و تمامیت می‌رسد.»
ابن‌سینا، برهان انسان معلّق را به این دلیل به رشته تحریر درآورده است که در آن دوران، بعضی از اندیشمندان مسلمان از قبیل اشعری و باقلانی که پیرو نظریه جوهر فرد بودند، نفس یا روح را به عنوان یک موجود مجرد و غیرمادی قبول نداشتند و همین کالبد آدمی را نفس می‌دانستند. ابن‌سینا، برهان انسان معلّق را برای اثبات افتراق نفس با پیکره مادی بیان کرده است و با استفاده از قواعد دینی و تلفیق آن‌ها با اصول فلسفی، حقیقت وجود نفس و روح انسانی را اثبات می‌نماید؛ بنابراین، هدف ابن‌سینا در ارائه برهان انسان معلق، اثبات وجود روح انسانی، و امکان بقاء مستقل آن بوده است؛ تا جواب محکمی باشد به پیروان فلسفه مادی‌گرایی.
ابن‌سینا در برهان انسان معلّق، به این نکته اشاره می‌کند که هر انسانی در بیداری، خواب، بیهوشی و حتی مستی، قادر به شناسایی خود است. حال اگر تصور کنیم که شخصی در یک‌ هوای طلق، بتواند به صورت معلق در فضا قرار بگیرد و نتواند بدنش را حس کند یا لمس نماید آیا باز هم قادر به درک خود به عنوان یک انسان مستقل است؟ آیا این انسان معلق از خود و من، خویشتنِ خویش را می‌شناسد. ابن‌سینا در این مورد می‌نویسد: «اگر تصور شود که چشمان نوزاد کاملاً سالمی را بپوشانند، و سپس او را به هوا برده و در طوری در خلأ معلق نمایند که دست و پای وی با همدیگر تماس نداشته باشد، در این حالت، درک پیکره خودش نیز سخت است و اثبات وجود اجزایش، دشوار است حتی نمی‌تواند تصوری از پیکر خود داشته باشد. این انسان معلق، باز هم قادر به تشخیص خویش است و هرگز در مورد وجود خودش دچار شک و تردید نمی‌شود؛ وجودی که این انسان معلق احساس می‌کند، مجرد از عمق، طول، عرض و مکان است؛ یعنی تصور این انسان معلق از خودش، از طریق حواس و پیکرش نیست؛ و از طریق دیگری است که مغایرت کامل با پیکر مادی او دارد که همان روح یا نفس انسانی او است.»